# Rocourt (Tollaincourt)
Rocourt è un comune francese di 25 abitanti situato nel dipartimento dei Vosgi nella regione del Grand Est.

## Società

### Evoluzione demografica
Abitanti censiti